# Юста Грата Хонория
Юста Грата Хонория (на латински: Justa Grata Honoria; * 418, Равена; † 455, Рим) e римска императрица.

## Биография
Дъщеря е на римския император Констанций III и на Гала Плацидия, дъщеря на римския император Теодосий I. Сестра е на западноримския император Валентиниан III.
Юста Грата Хонория получава титлата Августа още съвсем млада. На монетите ѝ пише:
| „ | DN IVST GRAT HO-NORIA PF AVG (Domina Nostra Iusta Grata Honoria Pia Felix Augusta) | “ |

Тя се отдава на нейния финансов служител Евгений и затова я изпращат в манастир в Константинопол.
Легендата разказва, че тя изпраща един пръстен на краля на хуните Атила и така му предлага ръката си. След това през 450 г. Атила иска от Валентиниан части от Западноримската империя. Хонория я омъжват проформа за един незначителен дворцов мъж и доживотно я затварят. Как е умряла не е известно.

## Памет
- През 1884 г. астрономът Йохан Пализа назовава открития от него астероид (236) Хонория.
- Тя е играна от София Лорен във филма от 1954 г. „Атила“.